# Музика для дітей
Музика для дітей — музика, розрахована на прослуховування або виконання дітьми.
Може бути різною за формою: пісня, музична п'єса, симфонія, опера, балет тощо.
В основі музичних творів для дітей часто бувають народні казки, картини природи, образи тваринного світу.
Ладова основа європейських дитячих пісень мажор і мінор, зрідка — пентатоніка.
У жанрі дитячої музики попрацювало багато відомих композиторів. Серед прикладів: «Дитячий альбом» П. І. Чайковського (збірка дитячих пісень), «Альбом для юнацтва» Роберта Шумана (збірник фортепіанних п'єс), його ж пісні, в тому числі хорові, «Дитячі народні пісні» Й. Брамса, дитячі пісні А. К. Лядова, «Петрик і вовк» Сергія Прокоф'єва (симфонія).